# Евсеев, Иван Иванович
Иван Иванович Евсеев (25.04.1926 — ?) — бригадир комплексной бригады управления строительства Зейской ГЭС Министерства энергетики и электрификации СССР (Амурская область), Герой Социалистического Труда (20.04.1971).

## Биография
Родился 25 апреля 1926 года на станции Тулун Тулунского уезда Иркутской губернии (сейчас — город Тулун Иркутской области) в семье рабочего.
С 1941 г. работал на золотых шахтах Бодайбо, затем — на строительстве свинцово-цинкового комбината в Казахстане.
В 1954 году переехал в Иркутск и поступил работать в один из участков треста Гидроспецстрой на строительстве Иркутской ГЭС.
В 1955 году направлен на строительство Братской ГЭС, работал плотником. В 1956 году возглавил комплексную строительную бригаду. За высокие показатели в труде награждён медалью «За трудовую доблесть» (26.04.1963) и орденом Ленина (23.02.1966).
В 1966 году его бригада направлена на строительство Зейской ГЭС (Управление основных сооружений Зеягэсстроя), и там тоже значилась одной из передовых.
Указом Президиума Верховного Совета СССР от 20 апреля 1971 года за особые заслуги в выполнении заданий пятилетнего плана по развитию энергетики страны присвоено звание Героя Социалистического Труда с вручением ордена Ленина и золотой медали «Серп и Молот».
По итогам работы в 9-й пятилетке награждён орденом «Знак Почёта» (25.05.1976). Почётный гражданин города Зея (1980).
Жил в г. Зея. Умер не ранее 1998 г.